# Закон послідовного проходження фаз розвитку
Зако́н послідо́вного прохо́дження фаз ро́звитку — фази розвитку природної системи можуть слідувати лише в еволюційно закріпленому (історично, екологічно обумовленому) порядку, звичайно від відносно простого до складного, як правило, без випадання проміжних етапів (але, можливо, з дуже швидким їх проходженням або з еволюційно закріпленою відсутністю). Для прикладу, метаморфоз комах з повним перетворенням може відбуватися лише в напрямі яйце — личинка — лялечка — імаго без випадання або змін послідовності будь-якої з фаз.
Закон послідовності проходження фаз розвитку нерідко ігнорують, наприклад, намагаючись виростити хвойні лісові культури там, де, згідно з природною послідовністю зміни порід, їм повинні передувати в сукцесійних процесах інші види деревних рослин. Іноді такі культури вдається виростити, але вони або хворіють, або виявляються настільки нежиттєздатними, що гинуть від найменших відхилень у середовищі життя.
Як загальносистемний цей закон може бути застосований і до соціально-економічного розвитку.